# シュプレーヴァルト (船)
シュプレーヴァルト (Spreewald) はドイツのハンブルクアメリカラインの貨客船。1922年にハンブルクのドイチェ・ヴェルフト社で建造された。総登録トン数5,083トン。1935年に「アヌビス (Anubis)」と改名されたが、1939年に「シュプレーヴァルト」に戻された。1939年1月31日、ドイツへ戻る途中にドイツ潜水艦「U333」によって沈められてしまった。

## 船歴
1924年4月28日、エムデンで座礁。翌日離礁した。
第二次世界大戦が勃発すると、中国の旅順で抑留された。1941年に抑留から解かれ、10月21日に大連より出航。天然ゴム3,365トン、錫230トン、タングステン20トンおよびキニーネを積載していた。ドイツへ向かう途中で補給船「クルマーラント」と出会い、仮装巡洋艦「コルモラン」により沈められた船の生存者であるイギリス人捕虜86名が「シュプレーヴァルト」へ移された。
1942年1月31日、フランスのボルドーへ近づいていた「シュプレーヴァルト」はイギリス船と誤認されドイツ潜水艦「U333」（ペーター＝エーリヒ・クレーマー艦長）から雷撃を受けた。「U333」は魚雷2本を発射し、「シュプレーヴァルト」中央部に命中。「シュプレーヴァルト」は激しく炎上し、ゆっくりと沈没した。沈没地点は北緯45度12分 西経24度50分 / 北緯45.200度 西経24.833度座標: 北緯45度12分 西経24度50分 / 北緯45.200度 西経24.833度であった。
生存者の捜索活動は「U333」および「U575」、「U123」によってすぐに開始され、「U701」、「U582」、「U332」、「U105」と空軍のFw 200も加わった。
「U105」によって乗員25名と捕虜55名が救助されたが、72名が死亡した。
クレーマーは軍法会議にかけられたが無罪となった。